# Grimoire of Zero
Grimoire of Zero (ゼロから始める魔法の書, Zero kara hajimeru mahō no sho, litt. « Un grimoire pour reprendre à zéro ») est une série de light novel japonais écrite par Kakeru Kobashiri et illustrée par Yoshinori Shizuma. Le light novel a remporté le Grand Prix au 20e Grand prix annuel du roman Dengeki. ASCII Media Works a publié onze volumes entre février 2014 et décembre 2017.
La série a reçu une adaptation manga dessinée par Takashi Iwasaki; celle-ci était prépubliée par ASCII Media Works dans son magazine de prépublication Dengeki Maoh entre décembre 2014 et juin 2017. La version française est licenciée par Ototo dont les deux premiers volumes sont publiés en janvier 2018,,.
Une série de manga spin-off intitulée Zero kara hajimeru mahō no sho Nano! (ゼロから始める魔法の書なの) a également été publiée et est dessinée par Yasuoka. Une adaptation en série télévisée anime par le studio d'animation White Fox était diffusée pour la première fois au Japon entre avril et juin 2017,,.

## Synopsis
En l'an 526 du calendrier liturgique, les sorcières et leur sorcellerie sont tristement célèbres dans tout le pays, bien que la connaissance de l'existence de la magie reste compliquée. Un mercenaire mi-bête mi-homme, sa race étant méprisée par la population, rêve jour et nuit de devenir humain. Sa rencontre fatidique un jour avec une sorcière du nom de Zéro cependant, fait de ses rêves une réalité. Elle lui propose de le transformer en humain s'il l'escorte comme étant son garde du corps pour sa recherche d'un livre magique, car possédé entre de mauvaises mains, cette puissante connaissance pourrait faire des ravages voire la fin du monde. Les deux commencent leur périple avec cet accord les liant ensemble, avec le mercenaire servant de protecteur pour Zéro bien qu'il méprise les sorcières.

## Personnages
Zero (ゼロ)
Voix japonaise : Yumiri Hanamori,, voix française : Perrine Grandclément
L'héroïne principale et le rôle-titre de la série.
C'est une sorcière aux cheveux d'argent aux pupilles violettes foncées, ressemblant à une enfant à première vue, elle est vraisemblablement beaucoup plus vieille que l'on pense. Elle est compétente à la fois en Sorcellerie et en Magie, après avoir développé cette dernière. D'une bonté naturelle de caractère, mais d’apparence aimable elle peut-être aussi cruelle à certains moments, elle est également gourmande. Malgré ses connaissances immenses, elle ne connaît rien en ce qui concerne les connaissances de base, telles que la valeur des gemmes et des transactions monétaires. Les situations qui peuvent normalement embarrasser les autres, ne posent aucun problème pour elle.
Dans le but de retrouver le livre de magie « Le Grimoire de Zero », dont elle est l'auteur, qu'on lui a dérobé, Zero passe un accord avec un mercenaire Bestial pour la protéger tout au long de leur voyage pour retrouver ce grimoire volé, en échange elle lui promet de le transformer en humain. Zero a montré un intérêt pour de lui au fur et à mesure que la série progresse, et le considère comme l'un de ses rares amis, voire le seul. Elle semble aussi préférer le confort du pelage du torse du Mercenaire qu'à celui d'un vrai lit.
Mercenaire (傭兵, Yōhei)
Voix japonaise : Tsuyoshi Koyama,, voix française : Julien Dutel
Le héros principal de la série. Étant un Bestial, un être mi-homme mi-bête, celui-ci est forcé de devenir mercenaire pour ne pas mourir dans ce monde rempli de frayeur; car les têtes de Bestiaux sont de bons ingrédients de sorcellerie, il est constamment la cible de braconniers ou de sorcières. Il dispose d'un physique solide et faisant plus de deux mètres de haut, son pelage ressemble à un tigre blanc et il a une cicatrice sur le visage. Il a été révélé au début que les Bestiaux ont été créés par les sorcières en tant que soldats. Chaque fois qu'ils ont été tués, le pouvoir qui les a créés retournerait à la sorcière. Cependant, si la sorcière meurt, cela se transmettra à ses descendants les rendant Bestiaux. En dépit d'être maltraitée dans sa vie, il se maintient comme une bonne personne. Il a une attitude grossière, mais en fait, il est une personne très gentille. Il maintient ce comportement brutal et, dans quelques cas, l'amplifie, afin de s'assurer que les gens restent prudents vis-à-vis de lui, et se méfient des autres Bestiaux qui ne sont pas aussi sympa. Il est extrêmement compétent pour combattre et cuisiner. Le mercenaire a déclaré qu'il est son rêve d'ouvrir un jour une taverne lorsqu'il sera humain. Pour cela, il passe un accord avec Zero et devient son garde du corps. Cependant, puisque Zéro lui a contraint une fois de ne pas révéler son nom car elle n'appelle par leur nom que ses serviteurs, son véritable nom n'est pas encore clair laissant juste Zero l'appeler « Mercenaire ». Son âge est également inconnu, il est difficile de juger l'âge des Bestiaux par leur apparences, mais il suffit de l'appeler « Monsieur » pour qu'il soit dans tout ses états.
Albus (アルバス, Arubasu)
Voix japonaise : Yō Taichi,, voix française : Angelique Heller
Une jeune sorcière membre de la troupe des sorciers de Zero, elle est spécialisée dans le traitement de la magie et la divination. Elle est la petite-fille de Saurenna et se déguise en tant que garçon pour cacher sa lignée. Elle a d'abord tenté d'essayer de tuer le Mercenaire afin de prendre sa tête pour un rituel qui augmenterait ses pouvoirs magiques. Cependant, Albus a été arrêté par Zero et s'est jointe à eux depuis. En dépit de cela, elle plaisante parfois sur le fait qu'elle prendra la tête du Mercenaire afin d'énerver ce dernier. Elle idolâtre Zéro puisqu'elle a rédigé « Le Grimoire de Zero », un livre qui traite des secrets de la « Magie », une nouvelle forme de puissance, différente et efficace utilisée par les sorcières au lieu de la « Sorcellerie ».
Holdem (ホルデム, Horudemu)
Voix japonaise : Masayuki Katou,, voix française : Marc Wilhelm
C'est un Bestial loup-garou. Il était à l'origine un noble qui a été expulsé de sa famille. Il a demandé à Saurenna de faire de lui un Bestial pour cacher sa lignée de noble afin qu'il puisse vivre sa vie en paix. Il a été chargé de s'occuper d'Albus après que Saurenna se fasse exécutée.
Treize (十三番, Jūsanban)
Voix japonaise : Takehito Koyasu,, voix française : Pascal Gimenez
L'antagoniste principal. Il est un ancien associé de Zero qui était le seul autre survivant, en dehors d'elle, qui a survécu au massacre qui a mené au vol du Grimoire de Zéro. De la même manière que Zero et Albus, Treize n'utilise pas son vrai nom et opte pour son pseudonyme. Le trait de personnalité principale de treize est son visage figé et sa voix grave. En dépit de cela, il partage les manières de Zero en matière de nourriture, y compris d'être ponctuel au sujet des repas. Depuis qu'il a quitté la Cave, il est devenu un Mage d'État pour un royaume local dans l'espoir d'écraser les mages solitaires qui ont appris la magie du Grimoire.
Saurenna (ソーレナ, Sōrena)
Voix japonaise : Yoshiko Sakakibara,
Saurenna était la représentante de la lignée des Mooncaller et une grande sorcière. Bien qu'elle ait utilisé ses pouvoirs pour aider les autres, elle a été brûlée au bûcher à tort après que les humains l'ont accusé par erreur de répandre une peste. Sa mort a déclenché la rébellion par les sorcières du Royaume de Wenias, ce qui a amené les humains à chasser les sorcières.

## Productions et supports

### Light novel
Les light novel sont écrits par Kakeru Kobashiri avec des illustrations par Yoshinori Shizuma. Ils ont gagné le Grand Prix au 20e Grand prix du roman Dengeki en 2013,. Composée de onze volumes, la série est éditée par ASCII Media Works sous leur marque de publication, Dengeki Bunko, entre le 8 février 2014 et le 9 décembre 2017.

#### Liste des tomes
| no | Japonais                                                | Japonais         | Japonais          |
| no | Titre                                                   | Date de sortie   | ISBN              |
| -- | ------------------------------------------------------- | ---------------- | ----------------- |
| 1  | Zero kara hajimeru mahō no sho (ゼロから始める魔法の書) | 8 février 2014   | 978-4-0486-6312-0 |
| 2  | Akudiosu no seijo (Jō) (アクディオスの聖女〈上〉)       | 8 novembre 2014  | 978-4-0486-6649-7 |
| 3  | Akudiosu no seijo (Ge) (アクディオスの聖女〈下〉)       | 10 février 2015  | 978-4-0486-9256-4 |
| 4  | Kokuryū tō no maki (黒竜島の魔姫)                       | 8 août 2015      | 978-4-0486-5306-0 |
| 5  | Rakuen no hakamori (楽園の墓守)                         | 10 décembre 2015 | 978-4-0486-5565-1 |
| 6  | Yomitsuki no majo (Jō) (詠月の魔女〈上〉)               | 9 avril 2016     | 978-4-0486-5913-0 |
| 7  | Yomitsuki no majo (Ge) (詠月の魔女〈下〉)               | 10 août 2016     | 978-4-0489-2276-0 |
| 8  | Kinshokan no shisho (禁書館の司書)                      | 10 décembre 2016 | 978-4-0489-2539-6 |
| 9  | Zero no yōhei (Jō) (ゼロの傭兵〈上〉)                   | 8 avril 2017     | 978-4-0489-2824-3 |
| 10 | Zero no yōhei (Ge) (ゼロの傭兵〈下〉)                   | 10 août 2017     | 978-4-0489-3274-5 |
| 11 | Kemono to majo no mura-dzukuri (獣と魔女の村づくり)     | 9 décembre 2017  | 978-4-0489-3521-0 |

### Manga
Une adaptation manga, dessinée par Takashi Iwasaki, a commencé sa pré-publication dans le numéro du 27 décembre 2014 du Dengeki Maoh, le magazine de prépublication de manga de ASCII Media Works. Le dernier chapitre de cette adaptation a été publié dans le numéro d'août 2017 du magazine, le 27 juin 2017; le même jour où le dernier et sixième volume tankōbon est mis en vente.
En novembre 2017, Ototo a annoncé l'octroi de la licence du manga pour la version française avec les deux premiers volumes sortis en janvier 2018,,.
Une série de manga spin-off intitulée Zero kara hajimeru mahō no sho Nano! (ゼロから始める魔法の書なの), dessinée par Yasuoka, était également publiée dans le magazine Dengeki Maoh entre le numéro de décembre 2015, publié le 27 octobre 2015, et le numéro de mai 2017, vendu le 27 mars 2017,. Deux volumes tankōbon ont été publiés au total.

#### Liste des volumes

##### Zero kara hajimeru mahō no sho
| no | Japonais        | Japonais          | Français        | Français          |
| no | Date de sortie  | ISBN              | Date de sortie  | ISBN              |
| -- | --------------- | ----------------- | --------------- | ----------------- |
| 1  | 9 mai 2015      | 978-4-0486-5235-3 | 19 janvier 2018 | 978-2-3771-7080-7 |
| 2  | 10 octobre 2015 | 978-4-0486-5433-3 | 19 janvier 2018 | 978-2-3771-7085-2 |
| 3  | 10 mars 2016    | 978-4-0486-5849-2 | 16 mars 2018    | 978-2-3771-7096-8 |
| 4  | 10 août 2016    | 978-4-0489-2271-5 | 24 août 2018    | 978-2-3771-7119-4 |
| 5  | 10 janvier 2017 | 978-4-0489-2618-8 | 19 octobre 2018 | 978-2-3771-7141-5 |
| 6  | 27 juin 2017    | 978-4-0489-2975-2 | 22 février 2019 | 978-2-3771-7170-5 |

##### Zero kara hajimeru mahō no sho Nano!
| no | Japonais       | Japonais          |
| no | Date de sortie | ISBN              |
| -- | -------------- | ----------------- |
| 1  | 8 octobre 2016 | 978-4-0486-5941-3 |
| 2  | 27 mars 2017   | 978-4-0489-2786-4 |

### Anime
Une adaptation en série télévisée anime a été annoncée au festival du Dengeki Bunko Aki no Saiten 2016, le 2 octobre 2016,,.
La série est réalisée par Tetsuo Hirakawa au studio White Fox, avec les chara-design fournies par Ryosuke Kimiya et Daisuke Mataga et une bande son composée par Akito Matsuda,,. Composé de 12 épisodes,, l’anime est diffusé pour la première fois au Japon entre le 4 avril et le 26 juin 2017 sur AT-X, et un peu plus tard sur BS Fuji, Tokyo MX, KBS, SUN et tvk,. Wakanim diffuse la série en simulcast dans les pays francophones.
Le générique d'introduction est Hakken-sha wa watashi (発見者はワタシ), chanté par Tapimiru, et le générique de fin, interprété par Chima, s'intitule Hajimari no shirushi (はじまりのしるし),. 

#### Liste des épisodes
| No | Titre français                    | Titre japonais         | Titre japonais                 | Date de 1re diffusion |
| No | Titre français                    | Kanji                  | Rōmaji                         | Date de 1re diffusion |
| -- | --------------------------------- | ---------------------- | ------------------------------ | --------------------- |
| 1  | La Sorcière et le Bestial         | 魔女と獣堕ち           | Majo to Kemono ochi            | 10 avril 2017         |
| 2  | La Chasse aux sorcières           | 魔女狩り               | Majogari                       | 17 avril 2017         |
| 3  | Duel                              | 決闘                   | Kettō                          | 24 avril 2017         |
| 4  | En chemin vers Latet              | ラテットへの道中       | Ratetto e no dōchū             | 1er mai 2017          |
| 5  | La Troupe des sorciers de Zero    | ゼロの魔術師団         | Zero no majutsu shidan         | 8 mai 2017            |
| 6  | Treize                            | 十三番                 | Jūsanban                       | 15 mai 2017           |
| 7  | Prasta, la capitale               | 王都プラスタ           | Ōto Purasuta                   | 22 mai 2017           |
| 8  | La Petite-fille de Saurenna       | ソーレナの孫娘         | Sōrena no magomusume           | 29 mai 2017           |
| 9  | Retrouvailles                     | 再会                   | Saikai                         | 5 juin 2017           |
| 10 | Vérité révélée                    | 明かされた真相         | Akasa reta shinsō              | 12 juin 2017          |
| 11 | La Sorcière et le Sorcier         | 魔女と魔術師           | Majo to majutsushi             | 19 juin 2017          |
| 12 | Un grimoire pour reprendre à zéro | ゼロから始める魔法の書 | Zero kara hajimeru mahō no sho | 26 juin 2017          |

### Jeu vidéo
Une adaptation en jeu vidéo a également été réalisée pour la licence. Il s'agit d'un jeu social pour smartphone; se présentant sous la forme d'un RPG, le jeu a été mis à disposition pour les portables fonctionnant sous Android 4.3 ou plus et iOS 8 ou plus depuis le 23 mai 2017.

### Sources
- (jp)/(en) Cet article est partiellement ou en totalité issu des articles intitulés en japonais « ゼロから始める魔法の書 » (voir la liste des auteurs) et en anglais « Grimoire of Zero » (voir la liste des auteurs).

1. 1 2  (ja) « ゼロから始める魔法の書 », sur dengekitaisho.jp (consulté le 30 avril 2017)
2. 1 2  « Le manga Grimoire of Zero sortira chez Ototo », sur manga-news.com, 16 novembre 2017 (consulté le 17 novembre 2017)
3. 1 2  Nordvei, « Le manga Grimoire of Zero se profile dans le catalogue des éditions Ototo ! », sur nautiljon.com, 16 novembre 2017 (consulté le 17 novembre 2017)
4. 1 2  « Grimoire of Zero, un road-trip fantastique qui vous révélera les secrets de l'art de la magie ! », sur Ototo, 16 novembre 2017 (consulté le 17 novembre 2017)
5. ↑  (en) « Anime ‘Zero Kara Hajimeru Mahou no Sho’ Air Date and Web Radio Announced », sur manga.tokyo, mars 2016 (consulté le 30 avril 2017)
6. 1 2 3 4 5 6 7 8 9 10  (en) « Zero kara hajimeru mahō no sho Light Novels Get TV Anime in Spring 2017 », sur Anime News Network, 1er octobre 2016 (consulté le 30 avril 2017)
7. 1 2  (ja) « ON AIR », sur Site officiel (consulté le 30 avril 2017)
8. 1 2 3 4 5 6 7  (ja) « STAFF&CAST », sur Site officiel (consulté le 30 avril 2017)
9. 1 2 3 4 5  (en) « Grimoire of Zero (TV) », sur Anime News Network (consulté le 18 juin 2020)
10. 1 2 3  (en) « Zero kara hajimeru mahō no sho Anime Adds Cast, Reveals April Premiere », sur Anime News Network, 27 janvier 2017 (consulté le 30 avril 2017)
11. ↑  (en) « Grimoire of Zero, KanColle Manga End in Dengeki Maoh », sur Anime News Network, 11 juillet 2017 (consulté le 12 juillet 2017)
12. ↑  (ja) « マオウ10周年の読み切り祭りに田中久仁彦、武田すんら、新連載も一挙開始 », sur natalie.mu,‎ 27 octobre 2015 (consulté le 30 avril 2017)
13. 1 2  « Zero Kara Hajimeru Mahô no Sho adapté en animé », sur Manga-news, 6 octobre 2016 (consulté le 30 avril 2017)
14. ↑  (en) « TV Anime To Adapt "Zero kara Hajimeru Mahou no Sho" Dengeki Fantasy Light Novels », sur Crunchyroll, 2 octobre 2016 (consulté le 30 avril 2017)
15. ↑  (en) « Grimoire of Zero TV Anime Gets 12 Episodes », sur Anime News Network, 22 mars 2017 (consulté le 30 avril 2017)
16. ↑  (ja) « Blu-ray／DVD BOX 2 », sur Site officiel (consulté le 30 avril 2017)
17. ↑  « GRIMOIRE OF ZERO À DÉCOUVRIR EN AVRIL SUR WAKANIM.TV », sur Wakanim, 15 mars 2017 (consulté le 30 avril 2017)
18. ↑  (en) « Grimoire of Zero TV Anime Reveals April 10 Premiere, Theme Song Artists », sur Anime News Network, 12 mars 2017 (consulté le 30 avril 2017)
19. ↑  (ja) « GOODS », sur Site officiel (consulté le 30 avril 2017)
20. ↑  (ja) « Site du jeu », sur Site officiel, 23 mai 2017 (consulté le 12 juillet 2017)
21. ↑  (ja) ゲーム「ゼロの書」運営公式 (@zeronosyo_game), « 【🌟ゲームリリース🌟】 », sur Twitter,‎ 23 mai 2017 (consulté le 30 janvier 2018)

### Œuvres
Édition japonaise
Light novel
1. 1 2 3  (ja) « ゼロから始める魔法の書I », sur Dengeki Bunko (consulté le 30 avril 2017)
2. 1 2  (ja) « ゼロから始める魔法の書II », sur Dengeki Bunko (consulté le 30 avril 2017)
3. 1 2  (ja) « ゼロから始める魔法の書III », sur Dengeki Bunko (consulté le 30 avril 2017)
4. 1 2  (ja) « ゼロから始める魔法の書IV », sur Dengeki Bunko (consulté le 30 avril 2017)
5. 1 2  (ja) « ゼロから始める魔法の書V », sur Dengeki Bunko (consulté le 30 avril 2017)
6. 1 2  (ja) « ゼロから始める魔法の書VI », sur Dengeki Bunko (consulté le 30 avril 2017)
7. 1 2  (ja) « ゼロから始める魔法の書VII », sur Dengeki Bunko (consulté le 30 avril 2017)
8. 1 2  (ja) « ゼロから始める魔法の書VIII », sur Dengeki Bunko (consulté le 30 avril 2017)
9. 1 2  (ja) « ゼロから始める魔法の書IX », sur Dengeki Bunko (consulté le 30 avril 2017)
10. 1 2  (ja) « ゼロから始める魔法の書X », sur Dengeki Bunko (consulté le 30 avril 2017)
11. 1 2  (ja) « ゼロから始める魔法の書XI », sur Dengeki Bunko (consulté le 30 octobre 2017)

Manga
Zero kara hajimeru mahō no sho
1. 1 2  (ja) « ゼロから始める魔法の書I », sur Kadokawa (consulté le 18 août 2018)
2. 1 2  (ja) « ゼロから始める魔法の書II », sur Kadokawa (consulté le 18 août 2018)
3. 1 2  (ja) « ゼロから始める魔法の書III », sur Kadokawa (consulté le 18 août 2018)
4. 1 2  (ja) « ゼロから始める魔法の書IV », sur Kadokawa (consulté le 18 août 2018)
5. 1 2  (ja) « ゼロから始める魔法の書V », sur Kadokawa (consulté le 18 août 2018)
6. 1 2  (ja) « ゼロから始める魔法の書VI 獣と魔女の結婚ごっこ », sur Kadokawa (consulté le 18 août 2018)

Zero kara hajimeru mahō no sho Nano!
1. 1 2  (ja) « ゼロから始める魔法の書 なの！I », sur Kadokawa (consulté le 18 août 2018)
2. 1 2  (ja) « ゼロから始める魔法の書 なの!II », sur Kadokawa (consulté le 18 août 2018)

Édition française
Manga
Grimoire of Zero
1. 1 2  (fr) « Grimoire of Zero Vol.1 », sur manga-news.com (consulté le 17 novembre 2017)
2. 1 2  (fr) « Grimoire of Zero Vol.2 », sur manga-news.com (consulté le 17 novembre 2017)
3. 1 2  (fr) « Grimoire of Zero Vol.3 », sur manga-news.com (consulté le 17 novembre 2017)
4. 1 2  (fr) « Grimoire of Zero Vol.4 », sur manga-news.com (consulté le 19 avril 2018)
5. 1 2  (fr) « Grimoire of Zero Vol.5 », sur manga-news.com (consulté le 27 mai 2018)
6. 1 2  (fr) « Grimoire of Zero Vol.6 », sur manga-news.com (consulté le 12 novembre 2018)